# Cinderella Story
Cinderella Story (Originaltitel: A Cinderella Story) ist eine romantische Familienkomödie aus dem Jahr 2004 von Regisseur Mark Rosman mit Hilary Duff in der Hauptrolle.

## Handlung
Sam Montgomery lebt im San Fernando Valley ein märchenhaftes Leben mit ihrem verwitweten Vater Hal. Als er Fiona heiratet, bringt diese ihre beiden Zwillings-Töchter Brianna und Gabriella mit in die neue Familie.
Beim Northridge-Erdbeben 1994, als Sam acht Jahre alt ist, kommt ihr Vater ums Leben und Sam bleibt verwaist allein mit den beiden Stiefschwestern und ihrer Stiefmutter Fiona zurück, die alles von ihrem Vater erbt.
Acht Jahre später hat Stiefmutter Fiona das Diner von Sams Vater im Stil der 1950er Jahre umdekoriert und zwingt Sam, dort zu arbeiten, da sie sonst nicht das Studium finanziert bekommt. Ihre einzige Hoffnung sind ihr guter Freund Carter sowie die E-Mail-Bekanntschaft „Nomad609“, die sie in einem Chatroom der Princeton University kennengelernt, aber noch nie getroffen hat und auch nicht mit richtigem Namen kennt.
Austin Ames, der Quarterback des Footballteams und Mädchenschwarm, weiß ebenso nicht, dass hinter seiner Bekanntschaft "Princetongirl818" Sam steckt. Sam glaubt auch, dass Schulkollege Austin, der in der Schule überheblich wirkt, sich nie für sie interessieren würde. Aber auch Austin hat mit einigen Problemen zu kämpfen. Sein Vater sieht es nämlich gar nicht gern, dass er Princeton besuchen möchte, stattdessen soll er das Autowäsche-Unternehmen des Vaters übernehmen.
Austin will sich mit Sam auf dem Halloween-Homecoming-Ball treffen, um sie endlich sehen zu können. Doch Fiona verbietet ihr, den Schulball zu besuchen, und lässt sie stattdessen im Diner arbeiten. Mit Hilfe von Rhonda, einer Angestellten im Diner, schafft Sam es jedoch, den Arbeitsplatz zu verlassen. Rhonda überlässt Sam ihr Hochzeitskleid für den Ball und gemeinsam besorgen sie noch eine Maske für sie. Sie trifft Austin auf dem Schulball und da dieser zwar verkleidet ist, aber keine Maske trägt, erkennt sie ihn auch sofort. Ihre Maske behält sie jedoch den ganzen Abend über auf, Austin erkennt sie nicht und sie verrät auch ihren tatsächlichen Namen nicht. Kurz bevor ihr Geheimnis gelüftet werden soll, klingelt ihr voreingestellter Alarm – es ist 23.45 Uhr und Sam muss bis Mitternacht zurück ins Diner, damit Fiona nichts von ihrem Verschwinden mitbekommt. In der Eile verliert sie auf den Stufen ihr Mobiltelefon, und Austin nimmt es an sich. Währenddessen wurden beide zum Prinzen und zur Prinzessin des Balls gewählt.
Einige Tage später finden Sams Stiefschwestern heraus, dass sie Austin Ames schreibt, und hecken einen fiesen Plan aus: Sie reichen die E-Mails an die Anführerin der Cheerleader Shelby weiter, von der sich Austin erst kurz zuvor getrennt hat, und blamieren Sam mit einer Aufführung, in der ihre Mails vorgetragen werden und Sam enttarnt wird. Sam, die eine Einserschülerin ist, hofft täglich auf ihre Zusage für Princeton. Als diese ankommt, tauscht Fiona diese jedoch gegen eine Absage aus.
Eines Tages hat Sam genug von ihrer Stieffamilie und zieht zu Rhonda. Nachdem sie ihrer Stiefmutter und Austin in ihre Schranken gewiesen hat, geht sie mit Carter zum letzten Footballspiel des Jahres. Als Sam die ganze Aufmerksamkeit um Austin zu viel wird, möchte sie gehen. Austin sieht das vom Spielfeld aus, läuft zu ihr auf die Tribüne und küsst sie vor den Augen aller Zuschauer. Zu guter Letzt wird noch ein Testament von Sams Vater gefunden, das besagt, dass sein gesamter ehemaliger Besitz – unter anderem das Haus und das Diner – an Sam geht. Fiona wird festgenommen, da sie das Testament als Zeugin unterzeichnet hatte, jedoch behauptet hatte, es gäbe keines.
Sam besucht schließlich gemeinsam mit Austin, der ebenfalls aufgenommen wurde, die Universität von Princeton und startet mit ihm in eine glückliche Zukunft, während Fiona, Gabriella und Brianna ihre Strafe im Diner abarbeiten müssen.

## Hintergrund
Der Film basiert auf dem Märchen Aschenputtel, das im englischen Sprachraum Cinderella heißt. Die Handlung wurde in die heutige Zeit versetzt; der verlorene Schuh wurde hier durch ein Handy ersetzt.
Die Produktionskosten wurden auf rund 20 Millionen US-Dollar geschätzt. Der Film spielte in den Kinos weltweit rund 70 Millionen US-Dollar ein, davon rund 51 Millionen US-Dollar in den USA und rund 0,7 Millionen US-Dollar in Deutschland.
Kinostart in den USA war am 16. Juli 2004, in Deutschland am 7. Oktober 2004.

## Synchronisation und Besetzung
Die deutsche Synchronisation übernahm RC Production in Berlin. Für die Dialogregie und das Dialogbuch war Bianca Krahl verantwortlich.
| Darsteller          | Rolle                       | Synchronsprecher          |
| ------------------- | --------------------------- | ------------------------- |
| Hilary Duff         | Sam Montgomery              | Yvonne Greitzke           |
| Chad Michael Murray | Austin Ames                 | Nicolás Artajo            |
| Jennifer Coolidge   | Fiona                       | Rita Engelmann            |
| Dan Byrd            | Carter Farrell              | Ozan Ünal                 |
| Regina King         | Rhonda                      | Peggy Sander              |
| Julie Gonzalo       | Shelby Cummings             | Maria Koschny             |
| Lin Shaye           | Mrs. Wells                  | Irmelin Krause            |
| Madeline Zima       | Brianna                     | Manja Doering             |
| Andrea Avery        | Gabriella                   | Luise Helm                |
| Whip Hubley         | Hal Montgomery (Sams Vater) | Viktor Neumann            |
| Kevin Kilner        | Andy Ames (Austins Vater)   | Tom Vogt                  |
| Erica Hubbard       | Madison                     | Ursula Hugo               |
| Simon Helberg       | Terry                       | Wanja Gerick              |
| Mary Pat Gleason    | Eleanor                     | Sonja Deutsch             |
| Paul Rodriguez      | Bobby                       | Lutz Schnell              |
| Art LaFleur         | Footballtrainer             |                           |
| Jonathan Slavin     | Vernn                       |                           |
| JD Pardo            | Ryan                        | Constantin von Jascheroff |
| Hannah Robinson     | Sam Montgomery als Kind     | Chantal Preissler         |
| Kady Cole           | Caitlyn                     | Magdalena Turba           |
| Josh Prince         | Schwimmtrainer              | Santiago Ziesmer          |
| Aimee Lynn Chadwick | D.J.                        | Marie-Luise Schramm       |
| John Billingsley    | Mr. Rothman                 |                           |
| Brenda Song         | Kelly Anderson              |                           |
| Brad Bufanda        | David                       | Nick Forsberg             |

## Kritiken
Das Lexikon des internationalen Films bezeichnete die Komödie als „flott […] mit moralischem Unterton“. Sie modernisiere „das Aschenputtel-Märchen“ „nicht ohne Reiz“ und beinhalte „einige hübsche satirische Pointen“.
Cinema schrieb: „Wahrscheinlich finden es Mädchen unter 16 ‚voll süß‘, dass der Prinz seine Prinzessin am Ende dank ihres verlorenen Handys findet – alle anderen werden die Hände überm Kopf zusammenschlagen“. Fazit: „Highschool-Posse mit unerträglich hohem Kitsch-Faktor – nur für junge Mädchen geeignet“.
Frank Brenner meinte auf schnitt.de: „Eine Bereicherung für die Filmgeschichte ist Cinderella Story mit Sicherheit nicht, im Vergleich mit den für ein vornehmlich männliches Teenie-Publikum hergestellten aktuellen Hollywoodprodukten jedoch fraglos die bessere Alternative.“
Prisma kritisiert die Hauptrolle, in der „US-Serien- und Teenie-Star Hilary Duff, die bereits in Popstar auf Umwegen zeigte, dass sie nicht gerade zu den Besten ihrer Zunft gehört, […] einmal mehr dauernett in die Kamera schaut.“ Lob geht an Jennifer Coolidge „als richtig schön böse Stiefmutter Fiona“, die einen „Lichtblick“ darstellt.

## Auszeichnungen
- Der Film war für einen Teen Choice Awards 2004 in der Kategorie Choice Movie of the Summer nominiert.
- Einen Teen Choice Awards 2005 gewann Hilary Duff in der Kategorie Choice Movie Blush Scene sowie Jennifer Coolidge in der Kategorie Choice Movie Sleazebag. In fünf weiteren Kategorien war der Film nominiert.
- Hilary Duff erhielt eine Nominierung für den Negativpreis Goldene Himbeere 2005 in der Kategorie Schlechteste Schauspielerin.